# Скворцов, Анатолий Алексеевич
Анатолий Алексеевич Скворцов (29 января (9 февраля) 1883, Нижний Новгород — 14 июля 1976, Нижний Новгород) — гельминтолог, специалист по личиночным формам трематод

## Биография
Родился 29 января (с. с.) 1883 года в Н. Новгороде.
1895—1902 г. — учёба в Нижегородской гимназии.
В 1902 — 1909 студент естественного отделения физико-математического факультета Императорского Московского университета. В Университете занимался, главным образом, биологическими науками; работал по зоологии у профессоров Г. А. Кожевникова и М. А. Мензбира, по ботанике у профессоров М. И. Голенкина и Ф. Н. Крашенинникова. Принимал участие в организации первого студенческого общества естественников, членом правления которого состоял и заведовал факультетской библиотекой, перечитав в ней практически все книги.
По окончании Университета занимался педагогической деятельностью, состоял преподавателем в средних учебных заведениях Нижнего Новгорода: с 9 сентября 1909 года был учителем естествоведения, физики и географии Ветлужской женской гимназии, с 9 октября 1910 года учителем естествоведения в частном реальном училище Милова, с 1 июля 1914 года — штатным преподавателем географии, естествоведения и физики Нижегородского Дворянского института императора Александра II.
На основании Высочайшего повеления, последовавшего 21 февраля 1913 года, А. А. Скворцову было предоставлено право ношения на груди «Высочайше учрежденной, в память 300-летия царствования Дома Романовых, светло-бронзовой медали».
За время преподавательской службы Анатолий Алексеевич получил командировки: 1) в 1910 году на Съезд естествоиспытателей и врачей в Москву, 2) в 1912 году в Тифлис и 3) в 1915 году на Географический съезд в Москву.
А. А. Скворцов сотрудничал с естественно-историческим музеем Нижегородского губернского земства, принимал участие в организации кружка сотрудников при названном музее, председателем которого состоял.
В 1916 году был избран преподавателем Нижегородского народного университета, где работал со времени основания его и до закрытия (1918 г.).
В 1918 году при организации Нижегородского государственного университета А. А. Скворцов был избран преподавателем при кафедре зоологии и принимал участие в организации биологического факультета, главным образом, зоологической лаборатории. В это время он вел практические занятия по зоологии на биологическом, медицинском и агрономическом факультетах.
В 1920 году избран доцентом Нижегородского педагогического института по кафедре зоологии. В педагогическом институте читал курсы зоологии беспозвоночных, эволюционную теорию и методику естествознания на биологическом отделении, курс биологии на математическом и общественно-экономическом отделениях, а также заведовал зоологическим кабинетом и биологическим музеем.
С 1926 года, после слияния педагогического института с Нижегородским государственным университетом, А. А. Скворцов состоял доцентом на педфаке, где читал курсы «Основы эволюционной теории» для всех отделений факультета, курс методики зоологии и руководил педпрактикой студентов биологического отделения педфака.
В 1919 году по поручению Нижегородского Губернского Отдела Народного образования им был организован биологический музей.
До 1930 года А. А. Скворцов состоял заведующим этим музеем.
Кроме того, в 1921-22 годах он был заведующим Нижегородского губернского комитета по делам музеев (Губмузеем) по поручению Главмузея Наркомпроса.
Числился также научным сотрудником (зоологом) в Нижегородском краеведческом естественно-историческом музее.
Свою научную работу Анатолий Алексеевич Скворцов начал вести под руководством профессора Д. Ф. Синицына в области гельминтологии, потом (после отъезда Дмитрия Федоровича за границу) работал в этой области под руководством профессора К. И. Скрябина, состоял членом постоянной Комиссии по изучению гельминтофауны СССР, находящейся при Зоологическом музее Союзной Академии Наук.
Летом 1927 года принимал участие в 41 Союзной Гельминтологической экспедиции в Нижегородском крае, работавшей под руководством К. И. Скрябина.
А. А. Скворцов являлся первым в СССР специалистом по изучению личиночных форм трематод.
Чрезвычайно тщательны работы А. А. Скворцова по изучению паразитов рыб.
В 1931 году А. А. Скворцов покинул Нижний Новгород, устроившись на кафедру биологии и паразитологии Московского зоотехнического института коневодства и коннозаводства.
Скончался 14 июля 1976 года. Похоронен на Красном кладбище Нижнего Новгорода.